# Seyssel (AOC)
Pour les articles homonymes, voir Seyssel.
Ne doit pas être confondu avec Vignoble de Seyssuel.
Le seyssel, ou vin de Seyssel, est un vin blanc français d'appellation d'origine contrôlée produit autour de Seyssel, soit à cheval sur le vignoble du Bugey et celui de Savoie.
Il s'agit d'un vin soit tranquille et sec soit mousseux, qui bénéficie d'une AOC communale (seyssel) depuis le 11 février 1942 (c'est la plus ancienne appellation pour un vin de Savoie). Il représente environ 5 % de la production du vignoble de Savoie avec environ 2 500 hectolitres annuels.

## Histoire
Ce vignoble remonterait au XIe siècle. Par contre sa renommée date du début du XXe siècle, grâce à l'élaboration de vins mousseux. Ce sont eux qui vont faire connaître le vignoble hors de sa région.

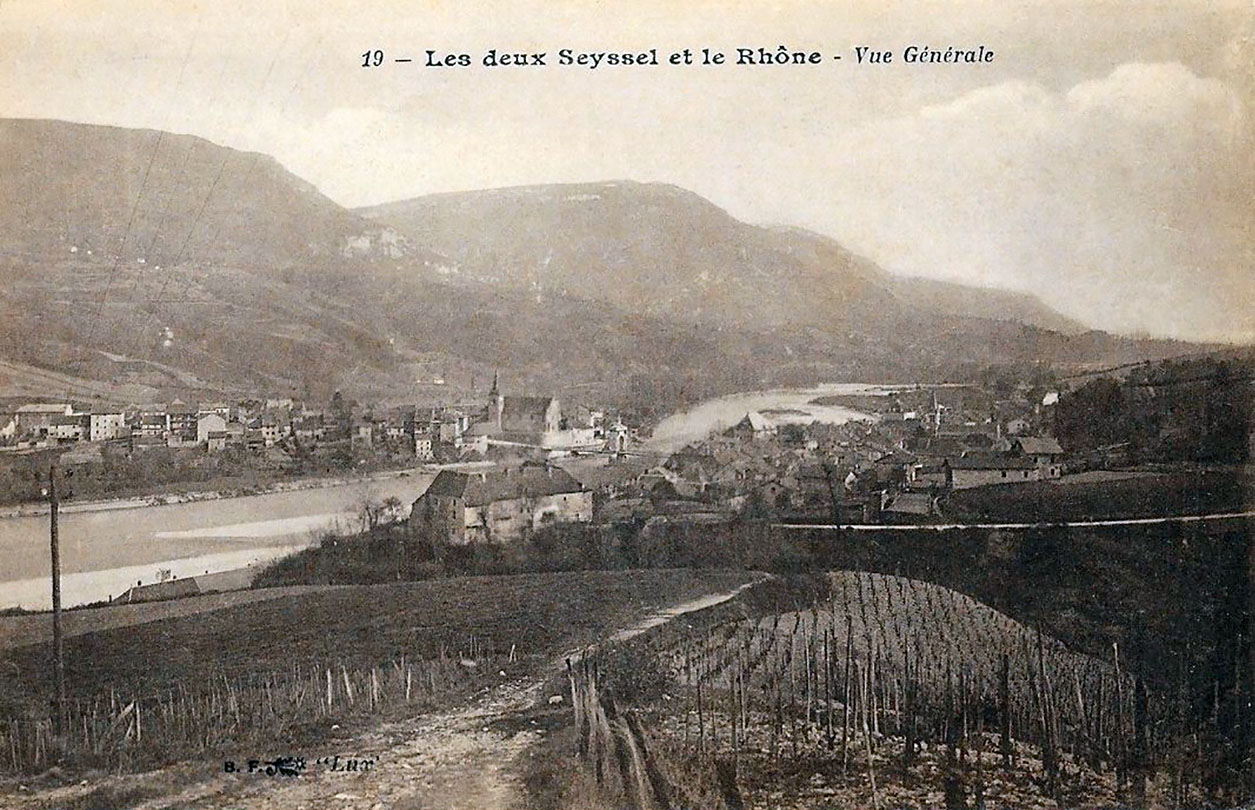
Vignoble de Seyssel au début du XXe siècle.

Le premier acte faisant mention de vins à Seyssel est daté de 1145. Au début du XIVe siècle, les moines de la chartreuse d'Arvière (à Lochieu) développent ce vignoble. Deux siècles plus tard, les contrats de vente ou de mariage mentionnent toujours des vignes, qui atteignent leur développement maximum au XVIIIe siècle. En effet, une statistique de 1782, notifie que la vigne est « une culture importante sur les bords du Rhône et sur le versant droit de la vallée des Usses (affluent du fleuve) ».

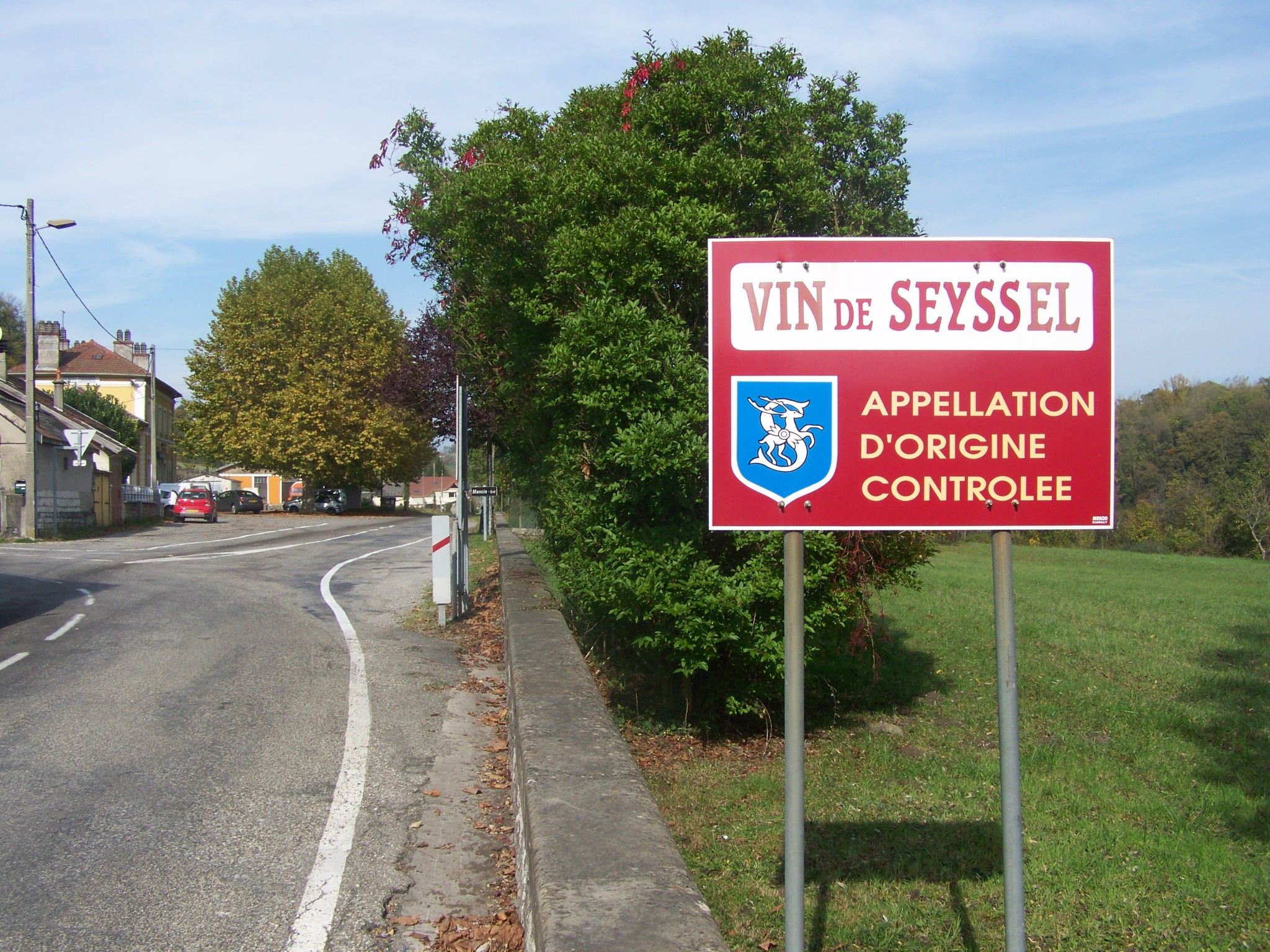
Panneau garantissant l'AOC du vin de Seyssel.

Les documents du début du XIXe siècle indiquent que des vins mousseux sont élaborés à Seyssel et qu'ils enthousiasment les chroniqueurs de l'époque. En 1927, les producteurs de Seyssel et de Corbonod forment un syndicat pour obtenir une délimitation judiciaire et légale de leur vignoble. Les appellations « Seyssel » et « Seyssel mousseux » sont reconnues officiellement par décret le 11 février 1942.
Le cahier des charges a été modifié en octobre 2009, puis en septembre 2001 (rajout du cépage molette) et en juillet 2015.

### Étymologie
Ce toponyme peut avoir son origine dans l'anthroponyme germanique Saxoinus [Nègre 1990] ou provenir du latin saxum, désignant une roche, un rocher ou un roc, avec le suffixe -o-ialum (clairière).

## Situation géographique
Le vignoble implanté de part et d’autre du Rhône, en Haute-Savoie et dans l'Ain, couvrait 80 hectares.

### Orographie

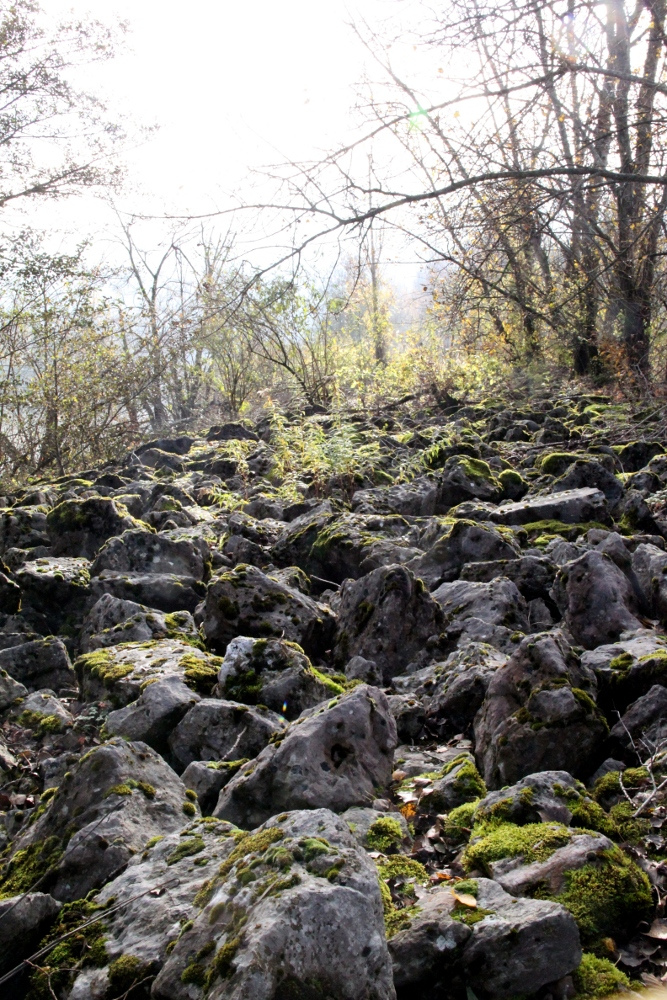
Cône d'éboulis des falaises du Grand Colombier.

Les vignes ont été plantées sur un terroir bien spécifique dont le sol est constitué de roches anguleuses reliquat des éboulis des falaises du Grand Colombier. Ce décrochement a constitué un substrat calcaire d'une épaisseur variant entre 15 et 20 mètres, et d'une altitude comprise 200 et 380 mètres.

### Géologie
Ce terroir viticole est installé sur les plissements sédimentaires du Jurassique, comblés par des molasses provenant de l'érosion du massif alpin à l'ère tertiaire. Elles sont constituées de grès à ciment calcaire ou de marnes (calcaire argileux). Elles sont souvent couvertes de moraines, d'origine glaciaire, datant du Quaternaire qui sont composées d'un mélange de sables argileux, de graviers et de blocs.
Les éboulis calcaires des pentes du Grand Colombier, à la déclivité importante et où la roche mère affleure, se situent dans des cônes de déjection délimité par des coteaux au sous sol profond. Cette montagne calcaire est caractérisée par d'importantes formations karstiques qui ont provoqué ces éboulis.
Le vignoble a été implanté sur ces deux types de sols. Le premier comprenant des terres squelettiques, légères et filtrantes sur molasse sableuse, le second des terres brunes argileuses et lourdes, sur formations glaciaires. L'importance des remaniements, dus au colluvionnements et aux glissements a provoqué la présence de sols de type intermédiaire.

### Climat
Dans cette partie haute de la vallée du Rhône, au climat de type continental de l'Ain se mêlent les influences océaniques issues de Haute-Savoie. Compromis qui convient particulièrement à la vigne qui jouit d'une exposition Sud–Sud-Est qui favorise la maturité des raisins.
Graphique des températures mensuelles à Seyssel.
| Mois                              | jan. | fév. | mars | avril | mai  | juin | jui. | août | sep. | oct. | nov. | déc. |
| --------------------------------- | ---- | ---- | ---- | ----- | ---- | ---- | ---- | ---- | ---- | ---- | ---- | ---- |
| Température minimale moyenne (°C) | −2,3 | −1,2 | 0,3  | 3,5   | 7,1  | 10,3 | 11,8 | 11,3 | 9    | 5,4  | 1,8  | −1,1 |
| Température maximale moyenne (°C) | 3,5  | 5,3  | 9,2  | 13,5  | 17,6 | 21,8 | 24,6 | 23,7 | 20,3 | 13,9 | 8    | 4,2  |

## Vignoble

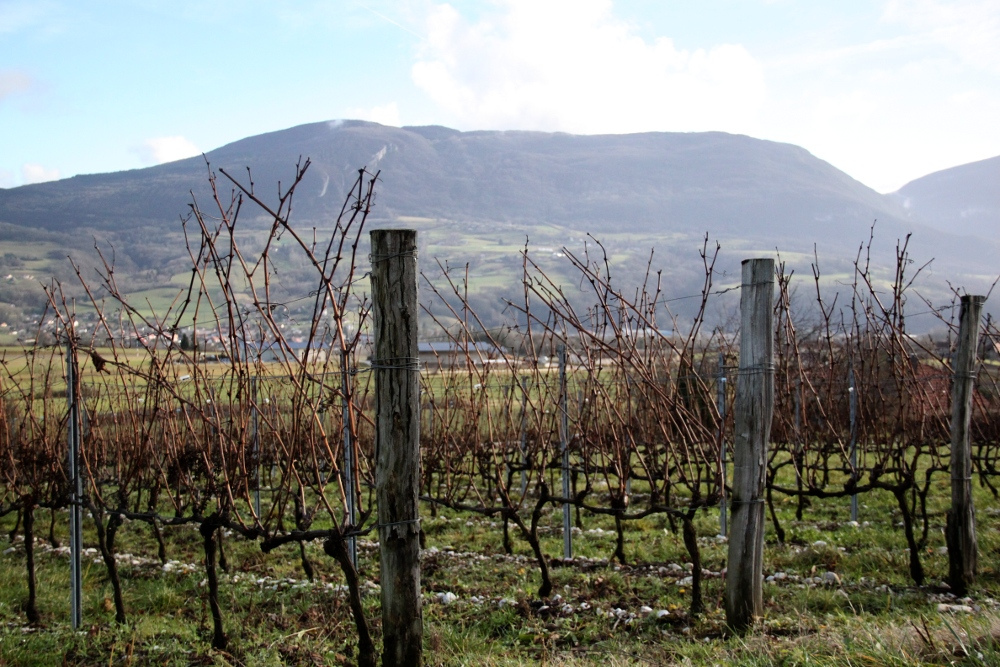
Vignoble de Corbonod taillé en cordon de Royat.

Le vignoble est situé sur les communes de Seyssel (Ain), Seyssel (Haute-Savoie) et Corbonod (Ain). Selon les Douanes, la superficie revendiquée en 2023 sous l'appellation est de 59,6 hectares, dont 15,5 ha en seyssel mousseux.

### Encépagement
Pour les vins tranquilles, les cépages blancs sont la roussette B (aussi appelé altesse) et la molette B ; pour les vins mousseux  altesse B, chasselas B et molette B.

### Méthodes culturales et règlementaires
Les vignes présentent une densité minimale de 6 000 pieds à l'hectare avec un écartement n'excédant pas 2 mètres et un écartement entre pieds sur un même rang inférieur à 80 centimètres. Les vignes sont menées en taille courte  et conduite en gobelet, éventail, ou cordon de Royat simple ou double. Le maximum de coursons par pied ne doit pas excéder 6, chaque courson portant un maximum de 2 yeux. Le rendement maximum est de 58 à 62 hectolitres par hectare en blanc, et de 75 à 78 hectolitres par hectare en mousseux.

### Vinification et élevage

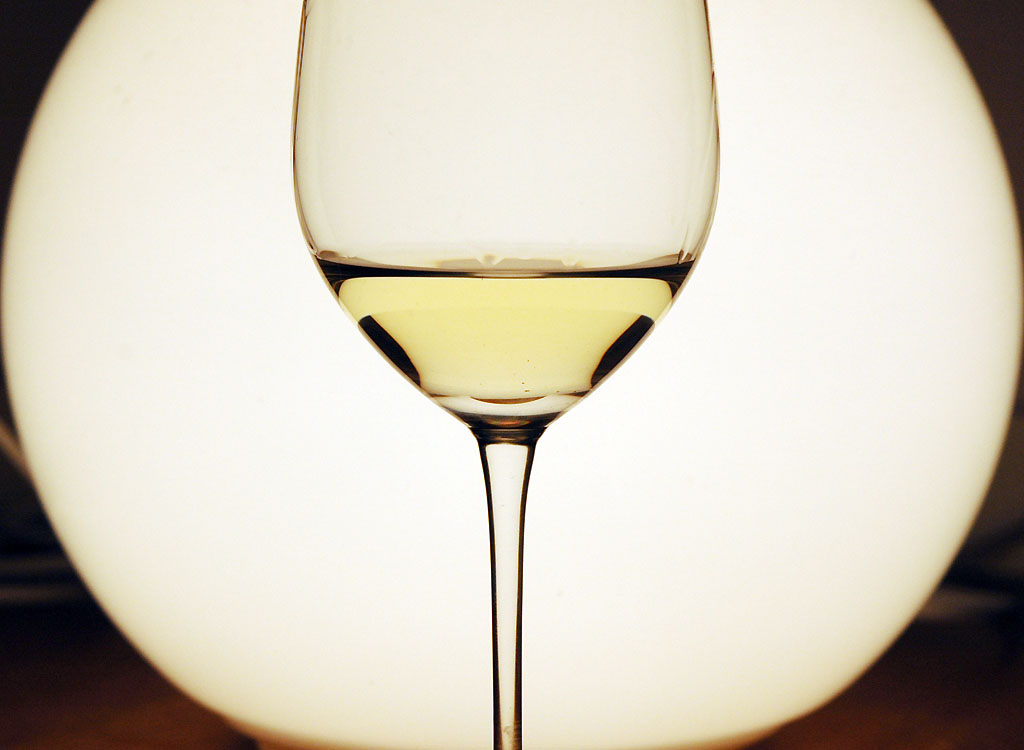
Vin blanc tranquille.

#### Vinification en blanc
Dans la vinification en blanc la fermentation se déroule en dehors de tout contact avec les parties solides de la vendange (pépins, peaux du raisin, rafles). Le but de cette vinification est de faire ressortir le maximum des arômes contenus d'abord dans le raisin, ensuite en cours de fermentation, enfin lors du vieillissement. 
L'extraction du jus et sa séparation des parties solides peuvent être précédés par un éraflage, un foulage et un égouttage, pour passer ensuite au pressurage. Mais ces phases sont évitées par nombre de vinificateurs pour éviter l'augmentation des bourbes. Le choix se porte sur une extraction progressive du jus puis un débourbage qui permet d'éliminer toute particule en suspension. Là aussi, encore plus que pour une vinification en rouge, s'impose la maîtrise des températures lors de la fermentation alcoolique. Elle se déroule entre 18 et 20 °C et dure entre 8 et 30 jours selon le type de vin désiré.

#### Vinification des vins effervescents
La vinification des vins effervescents a pour but de permettre d'embouteiller un vin dont les sucres et les levures vont déclencher une seconde fermentation en bouteille. Celle-ci et son bouchon doivent pouvoir résister à la pression du gaz carbonique qui se forme sous pression. C'est lui au débouchage qui provoquera la formation de mousse. 
Le seyssel « méthode traditionnelle » est élaboré avec un minimum de 10 % d'altesse. Ce mousseux est le fleuron de l'appellation seyssel depuis 1901. On utilise un vin tranquille auquel est ajoutée une liqueur de tirage, constituée de levures, d'adjuvants de remuage (pour faciliter la récupération et l'éjection du dépôt au dégorgement) et de sucre (de 15 à 24 g/l) selon la pression désirée finalement. La bouteille est rebouchée hermétiquement et déposée sur des clayettes afin que les levures transforment le sucre en alcool et en gaz carbonique. 

## Vins
La production déclarée en 2023 a été d'un total de 2 445 hectolitres (un hectolitre (hl) = 100 litres = 133 bouteilles de 75 cl), dont 1 916 hl de blanc sec et 529 hl de mousseux.

### Structure des exploitations
Il y a 14 domaines viticoles, dont 12 situés sur la commune de Corbonod. Les propriétaires sont à la tête de petites parcelles de vignes, ce qui ne les empêche point de posséder chai de vinification et caveau de dégustation pour leurs clients. Une partie des producteurs ont recours au négoce local.
Posséder un chai de vinification représente un investissement lourd mais obligatoire. Réglementairement, il doit posséder d'une cuverie de vinification équivalent en volume aux apports de ses vendanges. La maîtrise des températures de vinification est nécessaire et les cuves de vinification sont dotées d'un dispositif de suivi.
Il existe une CUMA d'embouteillage dont la majorité des coopérateurs sont des jeunes agriculteurs.

### Gastronomie

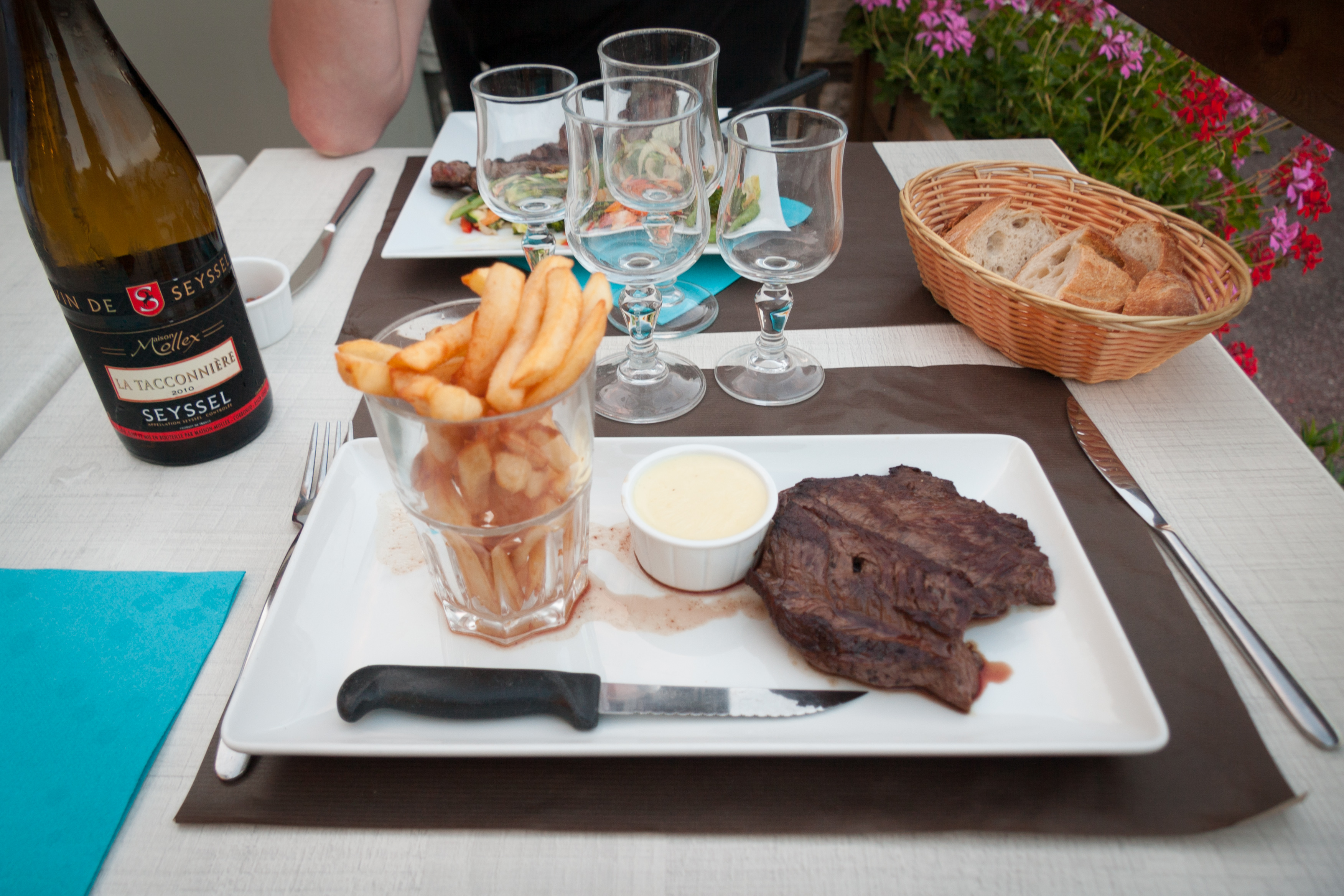
AOC Seyssel sur entrecôte, pommes-frites et sauce camembert.

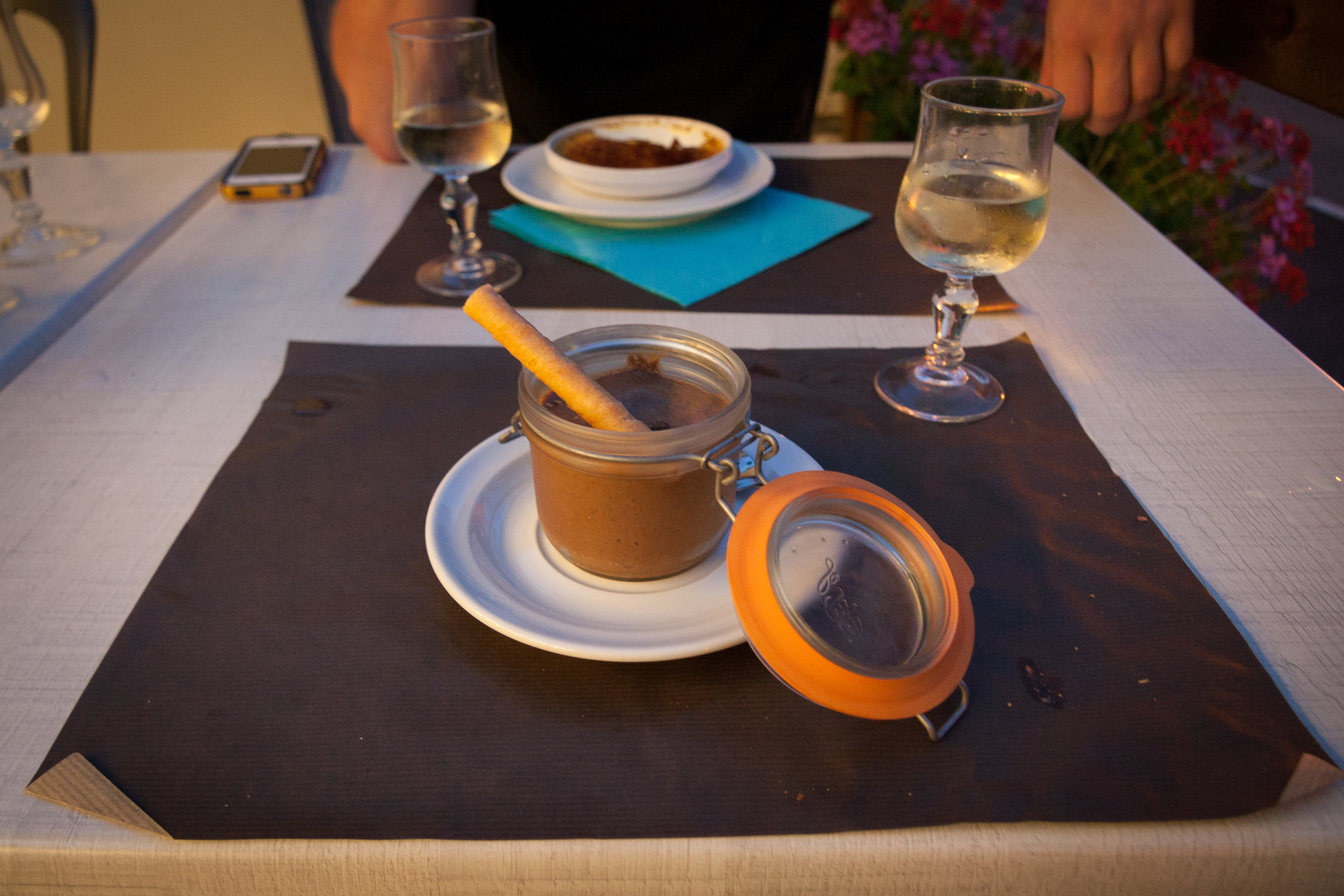
AOC Seyssel en accompagnement de desserts : crème brûlée et mousse au chocolat à l'orange.

Les vins blancs de Seyssel dégagent des arômes de violette, d'iris et de fruits à chair blanche. Ceci serait lié au fait qu'une variété d'iris très aromatique utilisée par les parfumeurs de Grasse était cultivée autrefois sur ce vignoble. Le blanc sec, qui doit être servi à une température idéale entre 8 et 10 °C pour l'apprécier, se marie parfaitement avec le boudin blanc, les diots, les fondues au fromage, la soupe savoyarde, les makis d'anguilles et de saumon, les écrevisses, les viandes blanches, la raclette, la tartiflette, les poissons de mer et de rivière, les fromages locaux (Comté, Emmental de Savoie, Morbier, Ramequin, Chevret, etc.) et les desserts.
Le mousseux, qui se caractérise par un nez fleuri et des arômes de fruits à chair blanche, est plus corsé que le vin blanc sec. Selon Patrick Dussert-Gerbert, rédacteur de l'Encyclopédie des vins, vignerons et vignobles du monde entier « C'est un vin cristallin, digeste et très léger, l'un des meilleurs vins de mousse de France, à boire pour lui-même ». Ce qui ne l'empêche pas de s'imposer sur les desserts et en particulier le gâteau aux mirabelles et un Saint-Honoré.
Ces vins se gardent de deux à trois ans, le mousseux peut être dégusté dès que produit.

### Commercialisation
La mise en marché du millésime 2011 est marquée par un bilan positif. Depuis le début 2012, il a été noté un équilibre entre la production et la commercialisation. Celui-ci est dû aux opérations promotionnelles des vins de Savoie et de Seyssel, tant au niveau régional que national. Les volumes produits sont estimés à 2 376 hectolitres de seyssel, 1 305 hectolitres de seyssel mousseux et 52 hectolitres de seyssel molette. La vente directe à la propriété représente 60 % des volumes. Il existe deux entreprises de négoce local qui commercialisent les vins de Seyssel au niveau régional.

### Producteurs de l'AOC
Ils sont au nombre de quatorze :
- Émilienne Chappuis, Corbonod ;

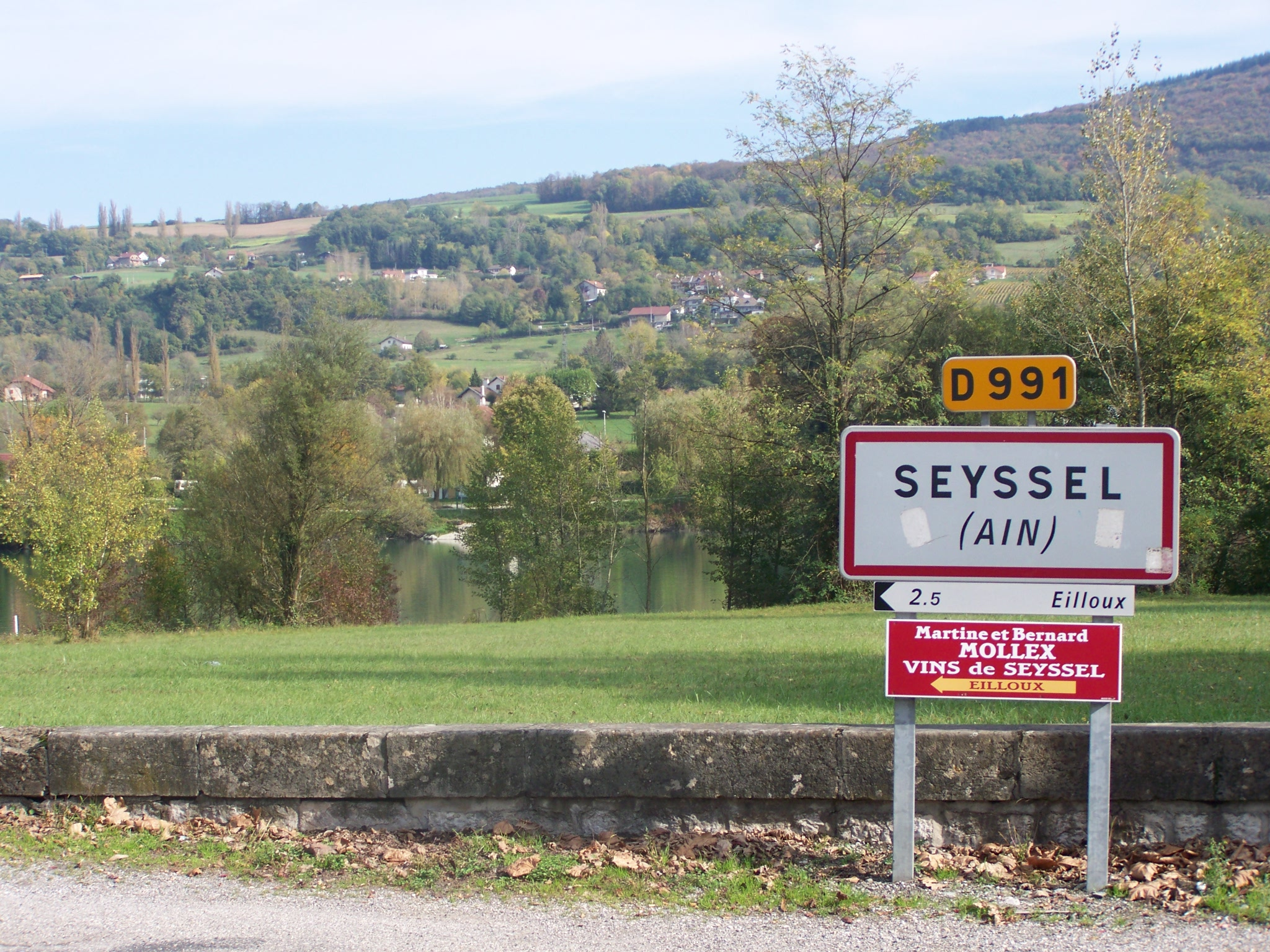
Panneau indicateur d'un domaine à l'entrée de Seyssel.

- GAEC Bernard Aimé et Fils, Corbonod ;
- GAEC Gallice, Corbonod ;
- GAEC Goux et fils, Corbonod ;
- Léon Fagot, Corbonod ;
- Bernard Favre, Corbonod ;
- Pierre-Alain Vionnet, Corbonod ;
- Bernard et Martine Mollex, Corbonod ;
- Jean Mollex, Corbonod ;
- Michel Roche, Corbonod ;
- Maison Mollex, Corbonod ;
- Domaine de Vens-le-Haut, Seyssel ;
- Maison HB - Les Caves de Seyssel, Seyssel 74.